# Sō (Klan)

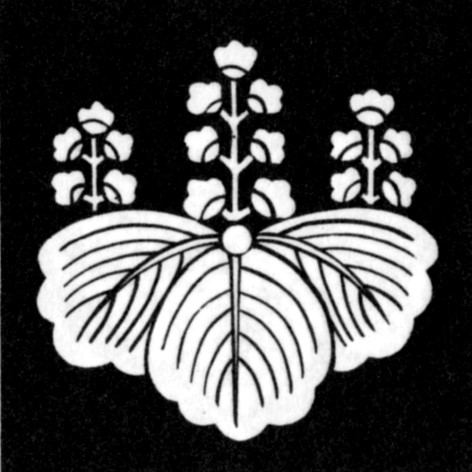
Wappen der Sō (Paulownien)

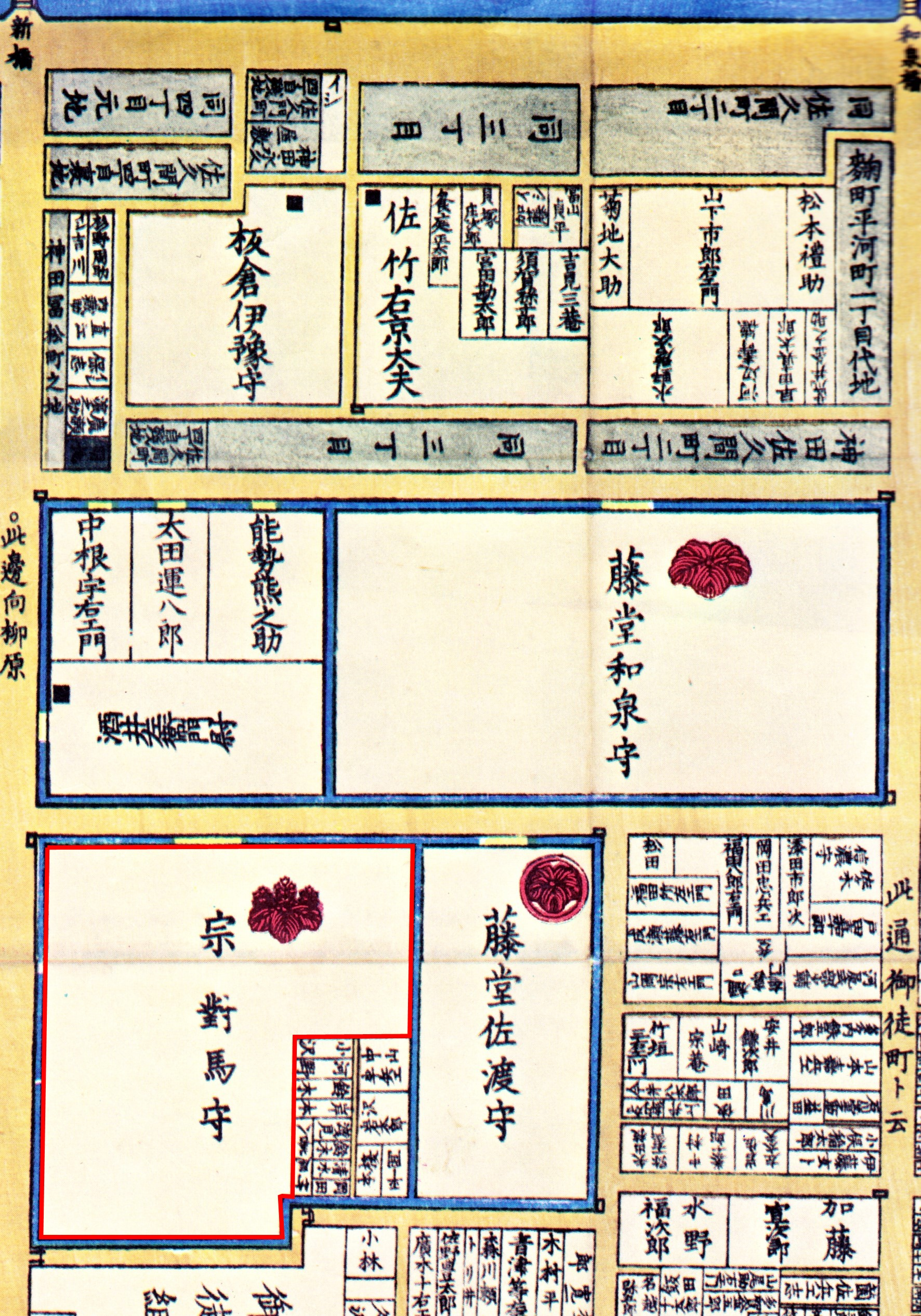
Sō-Residenz in Edo

Die Sō (japanisch 宗氏, Sō-shi) waren eine Familie des japanischen Schwertadels (Buke), die sich von Taira no Tomomori ableitete. Mit einem Einkommen von 100.000 Koku gehörten die in Tsushima (Präfektur Nagasaki) residierenden Sō zu den größeren Tozama-Daimyō der Edo-Zeit.

## Genealogie
- Tomomune (知宗), dritter Sohn Tomomoris, konnte im Jahr 1245 die Unruhen auf Tsushima beenden und wurde daraufhin zum Gouverneur der Insel ernannt.
- Sukekuni (助國; † 1274), Tomomunes Sohn, wurde in der Schlacht von Asaji-no-ura gegen die Mongoleninvasion getötet.
- Sadamori (貞盛; 1385–1452) hatte Beziehungen zu Korea und sandte, wie vereinbart, jedes Jahr 50 Dschunken mit japanischen Produkten nach Korea. Auf der Rückfahrt nahmen die Japaner Waren aus China und Korea mit.
- Yoshitomo (義知; 1568–1615) begab sich nach Hakozaki (Provinz Chikuzen), traf dort Toyotomi Hideyoshi auf dessen Kyūshū-Feldzug und erhielt eine Bestätigung seiner Besitzungen auf Tsushima. 1590 wurde er nach Korea geschickt, um den König an seine Verpflichtungen zu jährlichen Gesandtschaften zu erinnern. Er war mit seiner Mission erfolgreich, aber das hinderte Hideyoshi nicht, seinen Korea-Feldzug zu beginnen. Yoshitomo nahm unter dem Kommando des Konishi Yukinaga an dem Feldzug teil.
Im Jahr 1600 schloss er sich Tokugawa Ieyasu an, nahm aber nicht an der Schlacht von Sekigahara, sondern blieb auf Tsushima. Im selben Jahr wurde er wieder nach Korea entsandt und schloss einen Friedensvertrag mit dem Land ab. Nach seiner Rückkehr wurde sein Einkommen auf 100.000 Koku erhöht.
Yoshitomo war 1591 christlich getauft worden, aber aus Furcht vor Ieyasu gab er später seinen Glauben auf. Seine Nachkommen residierten auf der Burg Fuchū bis 1868.
- Shigemasa (重正; 1842–1902) war letzter Daimyō, nach 1868 Graf.